# سلوينية شائعة
سلوينيا شائعة (الاسم العلمي:Salvinia vulgaris) هي نوع غير مؤكد من النباتات يتبع جنس السلوينية من الفصيلة السلوينية.